# Kathrin Hendrich
Kathrin-Julia Hendrich (Eupen, 1992. április 6. –) belga születésű német válogatott női labdarúgó, aki jelenleg a VfL Wolfsburg játékosa.

## Pályafutása

### Klubcsapat
Fiatalon a belga Eupen és a német  Teutonia Weiden korosztályos csapataiban nevelkedett. A 2009–10-es szezont már a Bayer Leverkusen csapatában folytatta a másodosztályban és a szezon végén a déli csoportot megnyerve feljutottak az élvonalba. 2014. február 13-án bejelentette, hogy a következő szezontól az 1. FFC Frankfurt játékosa lesz és 2016. június 30-ig írt alá. A 2014–15-ös szezon végén megnyerték a női Bajnokok Ligáját. 2018. július 1-től a Bayern München játékosa lett.

### Válogatott
Részt vett a 2009-es U17-es női labdarúgó-Európa-bajnokságon, ahol aranyérmesként fejezték be a tornát. A német U20-as válogatottal részt vett a 2012-es U20-as női labdarúgó-világbajnokságon. A tornán a döntőben az amerikai női U20-as válogatott ellen 1–0-ra kaptak ki. A felnőtt válogatott tagjaként részt vett a Hollandiában megrendezett 2017-es női labdarúgó-Európa-bajnokságon.

### Válogatott góljai
2019. április 9-én frissítve.
| #  | Időpont              | Helyszín                | Ellenfél    | Gólok | Eredmény | Kiírás                                           |
| -- | -------------------- | ----------------------- | ----------- | ----- | -------- | ------------------------------------------------ |
| 1. | 2016. szeptember 16. | Himki, Oroszország      | Oroszország | 3–0   | 4–0      | 2017-es női labdarúgó-Európa-bajnokság selejtező |
| 2. | 2017. szeptember 16. | Ingolstadt, Németország | Szlovénia   | 3–0   | 6–0      | 2019-es női labdarúgó-világbajnokság selejtezők  |
| 3. | 2017. október 24.    | Großaspach, Németország | Feröer      | 5–0   | 11–0     | 2019-es női labdarúgó-világbajnokság selejtezők  |
| 4. | 2019. április 6.     | Stockholm, Svédország   | Svédország  | 1–0   | 2–1      | Barátságos mérkőzés                              |

## Statisztika
2020. június 28-i állapotnak megfelelően.
| Klub             | Szezon           | Bajnokság | Bajnokság | Kupa  | Kupa  | Nemzetközi | Nemzetközi | Összesen | Összesen |
| Klub             | Szezon           | Mérk.     | Gólok     | Mérk. | Gólok | Mérk.      | Gólok      | Mérk.    | Gólok    |
| ---------------- | ---------------- | --------- | --------- | ----- | ----- | ---------- | ---------- | -------- | -------- |
| Bayer Leverkusen | 2009–10          | 16        | 0         | 0     | 0     | -          | -          | 16       | 0        |
| Bayer Leverkusen | 2010–11          | 22        | 0         | 2     | 0     | -          | -          | 24       | 0        |
| Bayer Leverkusen | 2011–12          | 22        | 1         | 1     | 0     | -          | -          | 23       | 1        |
| Bayer Leverkusen | 2012–13          | 22        | 1         | 1     | 0     | -          | -          | 23       | 1        |
| Bayer Leverkusen | 2013–14          | 22        | 2         | 2     | 0     | -          | -          | 24       | 4        |
| Bayer Leverkusen | Összesen         | 104       | 4         | 6     | 0     | 0          | 0          | 110      | 4        |
| 1. FFC Frankfurt | 2014–15          | 20        | 0         | 3     | 0     | 7          | 0          | 30       | 0        |
| 1. FFC Frankfurt | 2015–16          | 21        | 1         | 1     | 0     | 8          | 0          | 30       | 1        |
| 1. FFC Frankfurt | 2016–17          | 22        | 1         | 3     | 0     | -          | -          | 25       | 1        |
| 1. FFC Frankfurt | 2017–18          | 22        | 2         | 3     | 0     | -          | -          | 25       | 2        |
| 1. FFC Frankfurt | Összesen         | 85        | 4         | 10    | 0     | 15         | 0          | 110      | 4        |
| Bayern München   | 2018–19          | 21        | 1         | 2     | 0     | 0          | 0          | 23       | 1        |
| Bayern München   | 2019–20          | 19        | 2         | 3     | 0     | 0          | 0          | 22       | 2        |
| Bayern München   | Összesen         | 40        | 3         | 5     | 0     | 0          | 0          | 45       | 3        |
| VfL Wolfsburg    | 2020–21          | 0         | 0         | 0     | 0     | 0          | 0          | 0        | 0        |
| VfL Wolfsburg    | Összesen         | 0         | 0         | 0     | 0     | 0          | 0          | 0        | 0        |
| Karrier összesen | Karrier összesen | 239       | 11        | 21    | 0     | 15         | 0          | 265      | 11       |

## Sikerei, díjai

### Klub
- Bayer Leverkusen
  - Bundesliga 2: 2009–10
- 1. FFC Frankfurt
  - UEFA Női Bajnokok Ligája: 2014–15

### Válogatott
- Németország U19
  - U19-es női labdarúgó-Európa-bajnokság: 2011
- Németország U20
  - U20-as női labdarúgó-világbajnokság döntős: 2012
- Németország
  - Algarve-kupa: 2014